# Othos
Othos is een monotypisch geslacht van straalvinnige vissen uit de familie van zaag- of zeebaarzen (Serranidae). Het geslacht is voor het eerst wetenschappelijk beschreven in 1875 door Castelnau.

## Soort
- Othos dentex (Cuvier, 1828)